# Can't Stop
Can't Stop е сингъл на американската рок група Ред Хот Чили Пепърс. Това е третият издаден сингъл от албума By the Way. След появата си песента се изпълнява от групата на почти всеки техен концерт.
Сингълът става осмата песен на групата, която се изкачва до номер 1 в класацията Billboard Modern Rock Hit, а също така достига и до номер 57 в Billboard Hot 100. Въпреки големия успех песента не е включена в компилацията Greatest Hits.
Видеоклипът към песента е вдъхновен от изложбата на Ервин Вурм – One-Minute Sculptures.